# ۸۴۳ (خورشیدی)
۸۴۳ هشتصد و چهل و سومین سال هجری خورشیدی است.